# تشارلز أ. باكلي
تشارلز أ. باكلي هو سياسي أمريكي، ولد في 23 يونيو 1890 في نيويورك في الولايات المتحدة، وتوفي بنفس المكان في 22 يناير 1967. نشط حزبياً في الحزب الديمقراطي.

## مناصب
- انتخب Chamberlain (office) [الإنجليزية]‏ (1929 – 1933).
- انتخب مثمن (1923 – 1929).
- انتخب عضو مجلس بلدية [الإنجليزية]‏ (1918 – 1923).
- انتخب عضو مجلس النواب الأمريكي [الإنجليزية]‏ (3 يناير 1935 – 3 يناير 1965).